# Egri Csaba
Egri Csaba (Debrecen, 1945. február 24. – Budapest, 1977. november 13.) magyar író, újságíró, műfordító.

## Életpályája
Két félév után abbahagyta a budapesti tudományegyetem magyar-orosz szakán folytatott tanulmányait. A Marxizmus–Leninizmus Esti Egyetemen tanult tovább esztétikát. 1963-tól publikált napilapokban és folyóiratokban. 1968–1977 között a Magyar Rádió Irodalmi Főosztályának külső munkatársa volt. 1976-tól a Film, Színház, Muzsika számára írt tárcákat, kritikákat.
Népművelő volt a Fővárosi Művelődési Házban, vezette a beat-színpadot, a József Attila Úttörőház irodalmi- és színjátszócsoport gyermekszínpadát, és a Vas és Fémtömegcikk Kisipari Szövetkezetek Reneszánsz Együttesét. Riportokat készített; dramatizált; két rádiójátéka is elhangzott. Német és angol műfordításai is megjelentek.

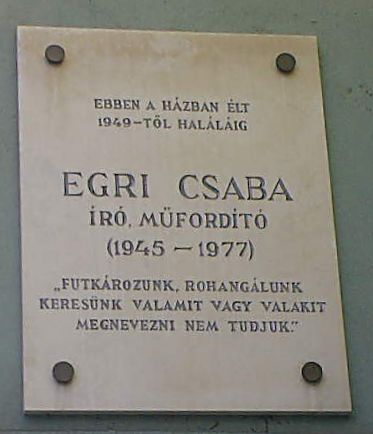
Egri Csaba író emléktáblája. Budapest XII. kerület, Csaba utca 9.

Sírja a Farkasréti temetőben található (34/3-1-17).

## Művei
- „Az angyalok nyelvén sem…” (novellák, Budapest, 1972)
- Az őrizet éjszakái (elbeszélések, versek, posztumusz, bevezette Abody Béla, Budapest, 1979).